# 富山地方気象台
富山地方気象台（とやまちほうきしょうだい）は、富山県富山市にある地方気象台。

## 概要
東京管区気象台の管轄下にあり、富山県内の地上気象観測、地域気象観測（アメダス）、生物季節観測からなる気象観測業務、予報業務、地震情報・防災・広報業務を行っている。

## 天気予報区分
富山県東部
- 東部北 - 魚津市・滑川市・黒部市・下新川郡（入善町・朝日町）
- 東部南 - 富山市・中新川郡（舟橋村・上市町・立山町）

富山県西部
- 西部北 - 高岡市・氷見市・小矢部市・射水市
- 西部南 - 砺波市・南砺市